# 南滩古墓葬群
南滩古墓葬群，位于中国青海省西宁市城中区南滩，为青海省市县级文物保护单位，公布日期为1987年9月3日，类型为古墓葬。
南滩古墓葬群的历史年代为汉、清。